# 列夫·列先科
列夫·瓦列里揚諾維奇·列先科（羅馬化：Lev Valerjanovich Leshchenko；1942年2月1日—），是苏联知名歌手。以演唱《勝利日》（День Победы）及1980年夏季奥林匹克运动会閉幕式主題曲《再見，莫斯科》（До свидания, Москва）為世人所知，並多次參與勝利日的演出。他还演唱过电影《莫斯科保衛戰》的主题曲《你是我的希望，你是我的快乐》。

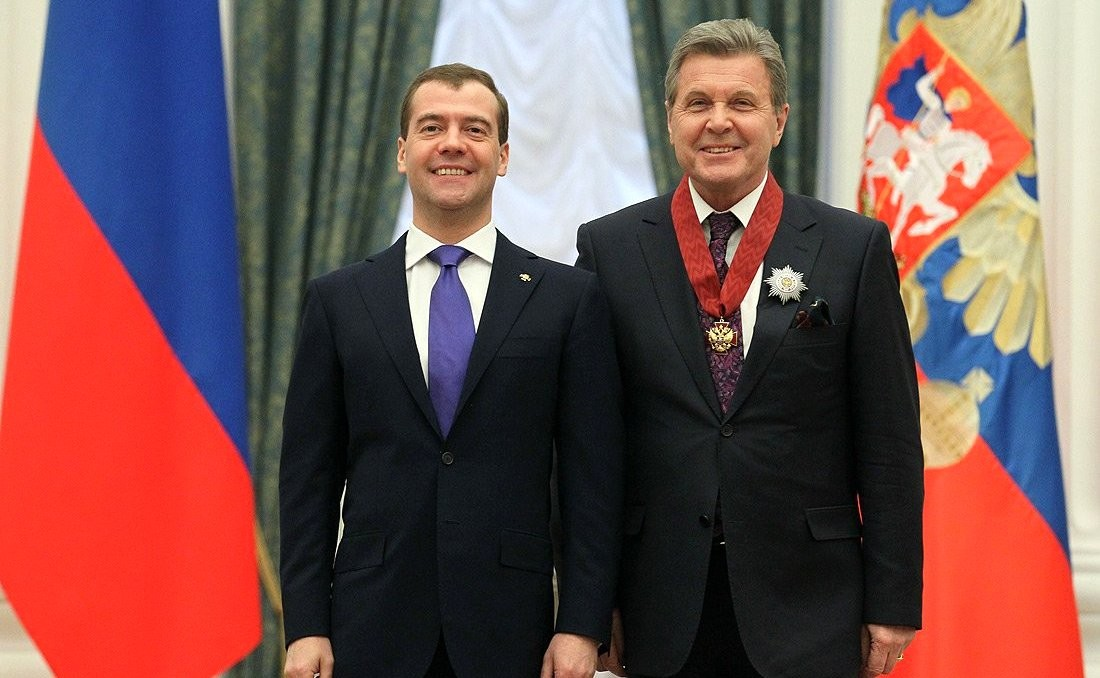
列夫·列先科（右）在2012年2月22日榮獲俄羅斯二級為了祖國功績獎章

## 外部連結
- 官方网站（俄語）